# 格蘭街車站 (BMT卡納西線)
格蘭街車站（英語：Grand Street station）是紐約地鐵BMT卡納西線的一個地鐵站，位於布魯克林格蘭街及布什維克大道交界，設有L線（任何時候停站）列車服務。

## 車站結構
| G        | 街道層   | 出入口                                   |
| P 月台層 | 側式月台 | 側式月台                                 |
| P 月台層 | 西行     | ← 往第八大道 (格拉漢姆大道)              |
| P 月台層 | 東行     | → 往卡納西-洛克威公園道 (蒙特羅斯大道) → |
| P 月台層 | 側式月台 |                                          |

此站設有兩個側式月台和兩條軌道。

## 外部連結
- nycsubway.org—BMT Canarsie Line: Grand Street
- Station Reporter — L Train
- The Subway Nut — Grand Street Pictures （页面存档备份，存于）
- Grand Street entrance from Google Maps Street View （页面存档备份，存于）
- Platforms from Google Maps Street View